# Я, Ерл і та, що помирає (фільм)
«Я, Ерл і та, що помирає» (англ. Me and Earl and the Dying Girl) — американський комедійно-драматичний фільм, знятий Альфонсо Ґомес-Рехоном за однойменним романом Джессі Ендрюза 2012 року видання. Світова прем'єра стрічки відбулась 25 січня 2015 року на кінофестивалі «Санденс». Також фільм був показаний в секції «Фестиваль фестивалів» 45-го Київського міжнародного кінофестивалю «Молодість».
Український переклад зробила студія Омікрон на замовлення Гуртом..

## Сюжет
Стрічка знята за мотивами популярного підліткового роману Джессі Ендрюза «Я, Ерл і та, що помирає», про важкохвору дівчинку на ім'я Рейчел та двох хлопців-підлітків, яких звуть Ґреґ і Ерл.

## У ролях
- Томас Манн — Ґреґ
- Олівія Кук — Рейчел
- Рональд Сайлер ІІ — Ерл
- Нік Офферман — Віктор, батько Ґреґа
- Конні Бріттон — Марла, мати Ґреґа
- Моллі Шеннон — Деніз, мати Рейчел
- Джон Бернтал — містер Маккарті
- Челсі Т. Чжан — Наомі
- Г'ю Джекман — у ролі самого себе (голос)

## Визнання
| Нагороди та номінації фільму «Я, Ерл і та, що помирає» | Нагороди та номінації фільму «Я, Ерл і та, що помирає» | Нагороди та номінації фільму «Я, Ерл і та, що помирає» | Нагороди та номінації фільму «Я, Ерл і та, що помирає» | Нагороди та номінації фільму «Я, Ерл і та, що помирає» | Нагороди та номінації фільму «Я, Ерл і та, що помирає» |
| Рік                                                    | Кінопремія / Кінофестиваль                             | Категорія / Нагорода                                   | Номінант                                               | Результат                                              |                                                        |
| ------------------------------------------------------ | ------------------------------------------------------ | ------------------------------------------------------ | ------------------------------------------------------ | ------------------------------------------------------ | ------------------------------------------------------ |
| 2015                                                   | Балійський міжнародний кінофестиваль                   | Приз глядацьких симпатій                               | «Я, Ерл і та, що помирає»                              | Перемога                                               |                                                        |
| 2015                                                   | Кінопремія Film Club's The Lost Weekend                | Найкращий акторський склад                             | «Я, Ерл і та, що помирає»                              | Перемога                                               |                                                        |
| 2015                                                   | Кінофестиваль «Гартленд»                               | Найпопулярніший фільм                                  | «Я, Ерл і та, що помирає»                              | Перемога                                               |                                                        |
| 2015                                                   | Мельбурнський міжнародний кінофестиваль                | Найкращий художній фільм                               | «Я, Ерл і та, що помирає»                              | 4-те місце                                             |                                                        |
| 2015                                                   | Монтклерський міжнародний кінофестиваль                | Приз глядацьких симпатій за найкращий художній фільм   | «Я, Ерл і та, що помирає»                              | Перемога                                               |                                                        |
| 2015                                                   | Нантакетський міжнародний кінофестиваль                | Приз глядацьких симпатій за найкращий художній фільм   | «Я, Ерл і та, що помирає»                              | Перемога                                               |                                                        |
| 2015                                                   | Нешвіллський кінофестиваль                             | Торгова премія іспанської палати                       | «Я, Ерл і та, що помирає»                              | Перемога                                               |                                                        |
| 2015                                                   | Нешвіллський кінофестиваль                             | Приз глядацьких симпатій (Спеціальні покази)           | «Я, Ерл і та, що помирає»                              | Перемога                                               |                                                        |
| 2015                                                   | Сієтлський міжнародний кінофестиваль                   | Найкращий режисер                                      | Альфонсо Гомес-Рехон                                   | Перемога                                               |                                                        |
| 2015                                                   | Сієтлський міжнародний кінофестиваль                   | Найкращий фільм                                        | «Я, Ерл і та, що помирає»                              | 2-ге місце                                             |                                                        |
| 2015                                                   | Сієтлський міжнародний кінофестиваль                   | Приз молодіжного журі                                  | «Я, Ерл і та, що помирає»                              | Номінація                                              |                                                        |
| 2015                                                   | Кінофестиваль «Санденс»                                | Приз глядацьких симпатій за найкращий художній фільм   | «Я, Ерл і та, що помирає»                              | Перемога                                               |                                                        |
| 2015                                                   | Кінофестиваль «Санденс»                                | Гран-прі (Драма)                                       | «Я, Ерл і та, що помирає»                              | Номінація                                              |                                                        |
| 2015                                                   | Сіднейський кінофестиваль                              | Приз глядацьких симпатій за найкращий художній фільм   | «Я, Ерл і та, що помирає»                              | Перемога                                               |                                                        |
| 2015                                                   | Сіднейський кінофестиваль                              | Найкращий фільм                                        | «Я, Ерл і та, що помирає»                              | Номінація                                              |                                                        |
| 2015                                                   | Teen Choice Awards                                     | Найкращий фільм літа                                   | «Я, Ерл і та, що помирає»                              | Номінація                                              |                                                        |
| 2015                                                   | Teen Choice Awards                                     | Найкращий фільм про кохання                            | «Я, Ерл і та, що помирає»                              | Номінація                                              |                                                        |
| 2015                                                   | Teen Choice Awards                                     | Найкращий прорив року                                  | Томас Манн                                             | Номінація                                              |                                                        |
| 2015                                                   | Загребський кінофестиваль                              | «Золота коляска» за найкращий фільм                    | «Я, Ерл і та, що помирає»                              | Номінація                                              |                                                        |